# Ngadirejo (Mojogedang)
Ngadirejo is een bestuurslaag in het regentschap Karanganyar van de provincie Midden-Java, Indonesië. Ngadirejo telt 4270 inwoners (volkstelling 2010).